# Kiri Sakor
Huyện Kiri Sakor là một huyện ở tỉnh Koh Kong, tây nam Campuchia. Huyện được chia thành 3 khum (xã) gồm 9 phum (Làng).

## Các đơn vị trực thuộc
| Kiri Sakor    |                                    |
| Khum (Xã)     | Phum (Làng)                        |
| Kaoh Sdach    | Kaoh Sdach, Peam Kay, Preaek Smach |
| Phnhi Meas    | Phnhi Meas, Kien Kralanh, Ta Ni    |
| Preaek Khsach | Preaek Khsach, Ta Kaev, Yeay Saen  |